# ФК Младост (Босилеград)
Футболен клуб „Младост“ (на сръбски: Фудбалски клуб „Младост“) е сръбски футболен отбор от град Босилеград, основан през 1975 година.
През клуба са преминали набори от футболисти, някои от които са имали забележителни успехи във висшите лиги на Сърбия. Отбора играе домакинските си мачове в неделя на своя терен на спортния център Пескара.